# Marco Antônio Félix
Marco Antônio Félix (em latim: Marcus Antonius Felix) governou a província romana da Judeia, entre os anos 52 e 60, na condição de procurador.

## Biografia
Após os distúrbios entre judeus e samaritanos, que resultaram no desterro de Cumano, o imperador Cláudio enviou, para substituí-lo, Marco Antônio Félix, um liberto cuja indicação deveu-se a Antônia, mãe do imperador, e a Jônatas, sumo sacerdote de Jerusalém (O fato de um liberto ser designado para um função tradicionalmente reservada à aristocracia, foi asperamente criticada pelo  historiador Tácito - Historiae V, 9). Ele se manteve no cargo por oito anos, numa época em que a Judeia, sobretudo a área rural, vivia distúrbios freqüentes provocados pelas ações de Zelotas e Sicários, a quem Flávio Josefo chama de "bandidos" em sua "Guerra Judaica". 
Félix conseguiu capturar um de seus líderes, Eleazar, através de um ato de traição, ao convidar o zelota para parlamentar, sob garantia de salvo-conduto. É muito provável que a morte do Sumo Sacerdote, Jônatas (59), assassinado no meio da multidão, em Jerusalém), tenha sido um ato de represália à traição do governador, embora Josefo afirme que o crime foi arranjado pelo próprio Félix, que estaria cansado das contínuas preleções do Sumo Sacerdote sobre como deveria conduzir seu governo ("Antiguidades Judaicas, XX vii 5). Segundo essa versão, ele teria subornado um amigo de Jônatas, chamado Doras, para que contratasse alguns sicários, dispostos a executar o crime. Ocorre que os Sicários não eram assassinos de aluguel e se mataram o Sumo Sacerdote, suas razões haveriam de ser, provavelmente, políticas.
Outro episódio sangrento do governo de Félix está ligado ao surgimento de um estranho personagem, conhecido como "egípcio" (cujo nome jamais foi esclarecido), um tipo de "messias" dentre os vários que povoaram o século I. Sabedor de que ele reunira em torno de si uma grande quantidade de seguidores, Félix tratou de sufocar o movimento, antes que se alastrasse. A repressão foi rápida e brutal, deixando inúmeros mortos entre os admiradores do "messias".(58)
Por fim, um conflito em Cesareia acabaria determinando a destituição de Félix. A disputa foi entre judeus e "gentios", com os primeiros afirmando que, tendo sido Herodes, o Grande, quem construíra a cidade, eles tinham direitos civís superiores aos dos não-judeus. Por seu turno, os habitante sírios argumentavam que o lugar já existia antes de Herodes tê-lo reformado e aumentado, e que naquela época não havia judeus morando lá, razão pela qual, eles, os sírios, deviam ter precedência sobre os judeus. Félix reprimiu os distúrbios com violência, especialmente contra os judeus, motivando uma queixa formal contra ele, junto aos altos escalões de Roma.
Acusado de corrupção e excessiva severidade, foi removido do cargo e substituído por Pórcio Festo.
Marco Antônio Félix casou-se com Drusila, neta de Herodes, o Grande, em 54, e seu nome é citado no livro de Atos, no episódio da custódia de Paulo de Tarso em Cesareia. 

### Félix e a custódia de Paulo
O relato sobre o julgamento de Paulo perante Félix é narrado por Lucas no capítulo 24 de Atos onde consta que o governador, após ouvir o depoimento do apóstolo, protelou a sua decisão prolongando o período de custódia, o que durou por dois anos até ser sucedido por Festo (verso 27). De acordo com o texto bíblico, Félix teria tentado condescender com os líderes judeus, esperando também que Paulo o subornasse (verso 26).